# Theodicius
Theodicius was hertog van Spoleto van 763 tot 774.

## Context
Theodicius werd door koning Desiderius van de Longobarden aangesteld als hertog van Spoleto in 763. Hij streed mee met Desiderius in het Beleg van Pavia (773-774). Het beleg van Pavia betekende het einde van koning Desiderius en dus ook van Theodicius.
Volgens de ene bron sneuvelde hij tijdens het beleg, volgens andere leefde hij nog in 776. Theodicius werd opgevolgd door Hildeprand.